# Beckianum sinistrum
Beckianum sinistrum es una especie de molusco gasterópodo de la familia Subulinidae en el orden de los Stylommatophora.

## Distribución geográfica
Se encuentra en Costa Rica y Nicaragua.